# Call of Duty: Modern Warfare III
Call of Duty: Modern Warfare III ist ein Ego-Shooter, der von Sledgehammer Games, Treyarch und Infinity Ward entwickelt und von Activision am 10. November 2023 für Windows, PlayStation 4, PlayStation 5, Xbox One und Xbox Series X/S veröffentlicht wurde. Es ist der 20. Teil der gesamten Call-of-Duty-Reihe. Es ist der dritte Teil der neu aufgelegten Modern-Warfare-Subserie und Nachfolger von Modern Warfare II aus dem Jahr 2022.

## Entwicklung
Modern Warfare III wird von Sledgehammer Games, Treyarch und Infinity Ward entwickelt und soll eine überarbeitete Version der IW-Engine verwenden. Berichte über die Existenz des Spiels tauchten im Februar 2023 auf, als Bloomberg berichtete, dass der nächste Teil der Call-of-Duty-Serie eine Fortsetzung der neu aufgelegten Modern-Warfare-Subserie sein würde. Dem Bericht zufolge plante Activision die Veröffentlichung eines Erweiterungspakets für Modern Warfare II für Ende 2023 und beauftragte Sledgehammer mit der Leitung der Produktion des Projekts. Die Erweiterung sollte eine neue Einzelspielerkampagne enthalten, die die Geschichte von Modern Warfare II fortsetzt, sowie neue Inhalte für die Multiplayer-Komponente des Spiels. Während der Entwicklung des Projekts entschied sich Activision jedoch, die Richtung zu ändern und die Erweiterung in einen vollwertigen Call-of-Duty-Titel zu verwandeln. Der befreundete Call-of-Duty-Entwickler Treyarch wurde hinzugezogen, um einen Zombies-Modus für den neuen Titel zu entwickeln, der erste in der Modern-Warfare-Subserie überhaupt.
Im Juli 2023 bestätigte Activision, dass die Operatoren, Waffen und kosmetischen Gegenstände von Modern Warfare II in den Titel von 2023 übernommen werden würden, nachdem ein Leak darauf hindeutete, dass der Titel Modern Warfare III heißen würde. Nach der Bestätigung des Spieltitels wurde ein Blogpost veröffentlicht, in dem die Einzelheiten der Übernahme beschrieben wurden.

### Leaks
Eine große Menge an Inhalten für Modern Warfare III wurde geleakt, bevor sie offiziell enthüllt wurden. Um den 17. Juli 2023 wurden die „Red Dot“-Minikarte, der Kriegsmodus und neue Perks aus einem internen Alpha-Build geleakt. Am 24. Juli 2023 wurde das Key Art des Spiels in einer Monster-Energy-Werbung geleakt, die ein Bild von Captain Price hinter dem Modern-Warfare-III-Logo zeigte. Zum Zeitpunkt des Key Art-Leaks wurden mehrere neue Waffen datamined. Activision bestätigte den Leak des Key-Artworks als echt, und bestätigte den Leak via Twitter mit einem sarkastischen Tweet. Kurz darauf wurde ein weiterer Scherz-Tweet veröffentlicht, der ein Strichmännchen mit einer Pistole auf rotem Hintergrund mit dem Titel „MODERN WARFARE REDACTED“ zeigte.

## Vermarktung
Am 7. August 2023 wurde ein Teaser-Trailer veröffentlicht, der den Titel bestätigte. Zu dieser Zeit wurde von Activision eine Telefonnummer eingerichtet, die über soziale Medien verbreitet wurde. Nachdem die Teilnehmer einigen Bedingungen zugestimmt hatten, begann diese Telefonnummer, anonyme Nachrichten an die Teilnehmer zu senden, wie z. B. „Wir brauchen jemanden wie Sie, der Erfahrung in Al Mazrah hat“. Es wurde festgestellt, dass diese Telefonnummer ungewöhnliche Antworten gab, wenn das Wort „Zombies“ oder die Namen von Multiplayer-Karten aus Call of Duty: Modern Warfare 2 (z. B. „Rust“) gesendet wurden. Am 17. August 2023 fand eine vollständige Enthüllung im Rahmen eines Call-of-Duty:-Warzone-2.0-Event statt und schloss mit einem Enthüllungstrailer ab. Es wurden auch Vorbestellungen eröffnet, wobei diese Spieler die Kampagne bis zu einer Woche früher spielen können und Zugang zu neuen Operator-Skins und einer offenen Beta für den Mehrspielermodus erhielten.
Die Veröffentlichung von Modern Warfare III erfolgte am 10. November 2023 auf den Plattformen PlayStation 4, PlayStation 5, Windows, Xbox One und Xbox Series X/S.

## Rezeption
Olaf Bleich für GamersGlobal gab sich enttäuscht von der Einzelspielerkampagne. Dass Design der Missionen sei eintönig und ideenarm. Die Figuren bleiben eindimensional und auch skandalöse Inhalte wie Massaker an Zivilisten wirken aufgesetzt. PC Games bezeichnete die Kampagne als den Tiefpunkt der Reihe. Grafisch gäbe es hingegen nahezu nahtlose Übergänge zwischen Rendersequenzen und Spielszenen. Der Mehrspielermodus besäße die serientypischen Schwierigkeiten. Für GamePro funktioniere die offenere Spielwelt in der Kampagne nicht, da sie an das generische Spielgefühl des Mehrspielers erinnere. Es gäbe kaum einprägsame Schauplätze. 4Players mutmaßte, dass die Kampagne offenbar unter hohem Zeitdruck entstanden sei. Die serientypische bombastische Inszenierung auf Action-Kino-Niveau fehle. Der Mehrspielermodus sei schlecht ausbalanciert und Programmfehler behindern den Spielfortschritt. Die überarbeiteten klassischen Karten spielen sich hingegen weiterhin gut.